# Amata formosae
Amata formosae là một loài bướm đêm thuộc phân họ Arctiinae, họ Erebidae.